# Línea de base (tipografía)
En tipografía y caligrafía manual la línea base es la línea sobre la que se asientan la mayoría de las letras y por debajo de la cual se extienden los trazos descendentes. 
La mayoría de los tipos de letras, aunque no todos, siguen los siguientes criterios respecto a la línea base:
- Las mayúsculas se asientan justo sobre la línea base. Las excepciones más habituales aparecen en las letras J y Q.
- Los signos de puntuación y caracteres especiales se apoyan en la línea base con la excepción de «¿ ¡ , ;», también los números 3 4 5 7 9 suelen tener descendentes.
- También se asientan en ella las minúsculas menos las que tienen descendentes como: g j p q y.
- Los caracteres que tienen trazos redondeados en la parte inferior (0 3 5 6 8 c C G J o O Q U) suelen sobrepasar la línea de base ligeramente para crear la ilusión óptica de que están justo sobre ella, aproximadamente un 1,5%.[1]

La distancia vertical entre dos líneas de base consecutivas en un párrafo se denomina altura de línea, aunque este término también puede aplicarse a la distancia entre líneas base menos el tamaño del tipo de letra.